# Davor Rogić
Davor Rogić (ur. 27 lipca 1971) – chorwacki szachista, arcymistrz od 2006 roku.

## Kariera szachowa
Znaczące sukcesy zaczął odnosić po rozpadzie Jugosławii. W 1993 r. zdobył w Zagrzebiu tytuł indywidualnego mistrza kraju. W tym samym roku uczestniczył w rozegranym w Zagrzebiu turnieju strefowym (eliminacji mistrzostw świata. W latach 1995–1998 trzykrotnie uczestniczył w drużynowych turniejach o Puchar Mitropa (ang. Mitropa Cup), zdobywając złoty (1998) oraz srebrny (1997) medal. W 1998 i 2000 r. dwukrotnie reprezentował narodowe barwy na szachowych olimpiadach. W 2001 r. podzielił II m. w otwartym turnieju w Puli (za Drazenem Sermkiem, wspólnie z Ognjenem Cvitanem, Gyulą Saxem, Mladenem Palacem, Nenadem Sulavą i Jurajem Nikolacem), natomiast w 2003 r. w Puli podzielił m. (wspólnie z Nikola Sedlakiem, Josipem Rukaviną, Ognjenem Jovaniciem i Zwonko Stanojoskim). W 2004 r. zwyciężył w turnieju open w Sankt Veit, natomiast w 2005 r. zajął I m. w Bizovacu. Normy na tytuł arcymistrza wypełnił podczas drużynowych mistrzostw Austrii (2004/2005) i Bośni i Hercegowiny (2005) oraz podczas finału mistrzostw Chorwacji (Vukovar 2005), w którym zajął III m. i zdobył brązowy medal. W 2006 r. zwyciężył w Bjelovarze, natomiast w 2006 i 2007 dwukrotnie podzielił II m. w kolejnych turniejach rozegranych w Puli. W 2009 r. zwyciężył w Bizovacu (wspólnie z Nikola Sedlakiem i Branko Roguljem) oraz w Sankt Veit (wspólnie z Leonem Mazim), natomiast w 2010 r. podzielił I m. w Županji (wspólnie z Zoranem Jovanoviciem).
Najwyższy ranking w dotychczasowej karierze osiągnął 1 stycznia 2011 r., z wynikiem 2602 punktów zajmował wówczas 4. miejsce wśród chorwackich szachistów.